# Johanneskirche (Wannweil)

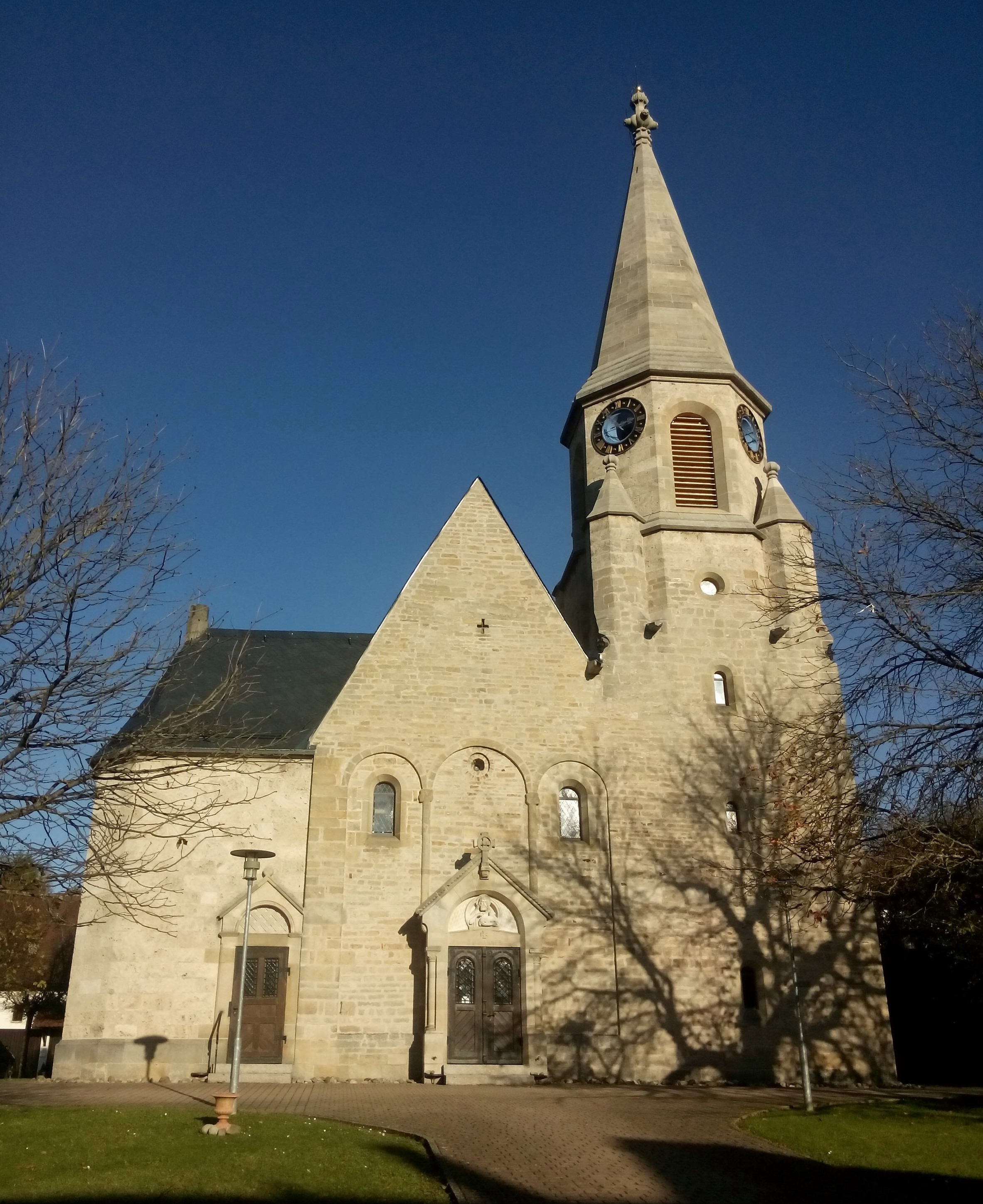
Johanneskirche in Wannweil

Die evangelische Johanneskirche steht in Wannweil, einer Gemeinde im Landkreis Reutlingen in Baden-Württemberg. Die Kirchengemeinde gehört zur Evangelischen Landeskirche in Württemberg. Das Bauwerk ist beim Landesamt für Denkmalpflege Baden-Württemberg als Baudenkmal eingetragen.

## Geschichte
Die Kirche ist über den Resten eines römischen Wohnhauses errichtet worden. Die durch Blendarkaden gegliederte Westfassade und die Untergeschosse des Turmes mit einer Gruftkapelle sind vom romanischen Bau aus dem späten 11. Jh. erhalten.

## Beschreibung
Die heutige Hallenkirche entstand durch die Erweiterung eines mittelalterlichen Kirchenbaus 1890/91 nach einem gemeinsam gefertigten Entwurf von Christian Friedrich von Leins und Heinrich Dolmetsch. An das Langhaus der romanischen, im 15. Jahrhundert um einen gotischen Chor ergänzten Saalkirche wurden Seitenschiffe angebaut. Sie sind im Osten jeweils mit dreiseitigen Abschlüssen versehen. Der Kirchturm auf quadratischem Grundriss mit Türmchen an den vier Ecken steht an der südwestlichen Ecke von Mittelschiff und südlichem Seitenschiff. Sein oberstes achteckiges Geschoss beherbergt die Turmuhr und den Glockenstuhl. Darauf sitzt ein spitzer steinerner Helm. In der durch drei auf dünnen Wandsäulen ruhenden Blendbogen gegliederten Westfassade befindet sich das Portal.
Die Orgel wurde 1967 von Werner Renkewitz gebaut.